# Cantone di Beauvoir-sur-Mer
Il Cantone di Beauvoir-sur-Mer era una divisione amministrativa dell'arrondissement di Les Sables-d'Olonne.
È stato soppresso a seguito della riforma complessiva dei cantoni del 2014, che è entrata in vigore con le elezioni dipartimentali del 2015.
Comprendeva i comuni di:
- Beauvoir-sur-Mer
- Bouin
- Saint-Gervais
- Saint-Urbain